# 노갈레스 (스페인)
노갈레스(스페인어: Nogales)는 스페인 에스트레마두라 지방 바다호스 주에 위치한 도시로 면적은 80.7km2, 높이는 672m, 인구는 692명(2007년 기준)이다.

시기
시 문장